# Буда (Богденешть, Васлуй)
Буда (рум. Buda) — село у повіті Васлуй в Румунії. Входить до складу комуни Богденешть.
Село розташоване на відстані 260 км на північний схід від Бухареста, 16 км на південь від Васлуя, 74 км на південь від Ясс, 121 км на північ від Галаца.

## Населення
За даними перепису населення 2002 року у селі проживали 184 особи, усі — румуни. Усі жителі села рідною мовою назвали румунську.